# Herminia digramma
Herminia digramma là một loài bướm đêm trong họ Noctuidae.